# Burni Api
Burni Api är ett berg i Indonesien.   Det ligger i provinsen Aceh, i den västra delen av landet, 1 600 km nordväst om huvudstaden Jakarta. Toppen på Burni Api är 1 761 meter över havet.
Terrängen runt Burni Api är varierad. Trakten runt Burni Api är nära nog obefolkad, med mindre än två invånare per kvadratkilometer. I omgivningarna runt Burni Api växer i huvudsak städsegrön lövskog.